# سانت جوزيف (ويسكونسن)
سانت جوزيف (بالإنجليزية: St. Joseph, Wisconsin)‏ هي بلدة تقع بولاية ويسكونسن في الولايات المتحدة. تبلغ مساحتها 4.92 (كم²)، وترتفع عن سطح البحر 254 م، بلغ عدد سكانها 503 نسمة في عام 2010 حسب إحصاء مكتب تعداد الولايات المتحدة وتصل الكثافة السكانية فيها 102.2 نسمة/كم2.

## التركيبة السكانية
قام مكتب تعداد الولايات المتحدة بتحديد بيانات التركيبة السكانية لسانت جوزيف في تعداد الولايات المتحدة. في ما يلي، التركيبة السكانية حسب تعدادي 2000 و2010.

### تعداد عام 2000
بلغ عدد سكان سانت جوزيف 3,436 نسمة بحسب تعداد عام 2000، وبلغ عدد الأسر 1,193 أسرة وعدد العائلات 979 عائلة مقيمة في البلدة. في حين سجلت الكثافة السكانية 106.9 نسمة لكل ميل مربع (41.3/كم2). وبلغ عدد الوحدات السكنية 1,259 وحدة بمتوسط كثافة قدره 39.2 نسمة لكل ميل مربع (15.1/كم2).
وتوزع التركيب العرقي للبلدة بنسبة 97.93% من البيض و 0.26% من الأمريكيين الأصليين و 0.61% من الأمريكيين ذوي الأصول الآسيوية و 0.15% من سكان جزر المحيط الهادئ و 0.26% من الأمريكيين الأفارقة و 0.55% من عرقين مختلطين أو أكثر.
بلغ عدد الأسر 1,193 أسرة كانت نسبة 41.5% منها لديها أطفال تحت سن الثامنة عشر تعيش معهم، وبلغت نسبة الأزواج القاطنين مع بعضهم البعض 74.0% من أصل المجموع الكلي للأسر، ونسبة 4.7% من الأسر كان لديها معيلات من الإناث دون وجود شريك، وكانت نسبة 17.9% من غير العائلات. تألفت نسبة 13.4% من أصل جميع الأسر من أفراد ونسبة 2.6% كانوا يعيش معهم شخص وحيد يبلغ من العمر 65 عاماً فما فوق. وبلغ متوسط حجم الأسرة المعيشية 3.15، أما متوسط حجم العائلات فبلغ 2.86.
بلغ العمر الوسطي للسكان 37 عاماً. وكانت نسبة 27.8% من القاطنين تحت سن الثامنة عشر، وكانت نسبة 4.9% بين الثامنة عشر والأربعة وعشرون عاماً، ونسبة 33.7% كانت واقعةً في الفئة العمرية ما بين الخامسة والعشرون حتى والأربعة وأربعون عاماً، ونسبة 26.0% كانت ما بين الخامسة والأربعون حتى الرابعة والستون، ونسبة 6.1% كانت ضمن فئة الخامسة والستون عاماً فما فوق. يوجد لكل 100 أنثى 111.4 ذكر، ويوجد لكل 100 أنثى في الثامنة عشر من عمرها فما فوق 107.6 ذكر.
بلغ متوسط دخل الأسرة في البلدة 81,277 دولار، أما متوسط دخل العائلة فبلغ 80,606 دولار. وكان متوسط دخل الذكور 52,813 دولار مقابل 32,283 دولار للإناث. وسجل دخل الفرد الخاص بالبلدة 30,988 دولار. وكانت نسبة 0.3% من العائلات ونسبة 1.4% من السكان تحت خط الفقر،

### تعداد عام 2010
بلغ عدد سكان سانت جوزيف 3842 نسمة بحسب تعداد عام 2010، وبلغ عدد الأسر 1388 أسرة وعدد العائلات 1136 عائلة مقيمة في البلدة. في حين سجلت الكثافة السكانية 129.4 نسمة لكل ميل مربع (50.0/كم2). وبلغ عدد الوحدات السكنية 1511 وحدة بمتوسط كثافة قدره 50.9 لكل ميل مربع (19.7/كم2).
وتوزع التركيب العرقي للبلدة بنسبة 96.1% من البيض و 1.3% من عرقين مختلطين أو أكثر.
بلغ عدد الأسر 1388 أسرة كانت نسبة 35.4% منها لديها أطفال تحت سن الثامنة عشر تعيش معهم، وبلغت نسبة الأزواج القاطنين مع بعضهم البعض 72.4% من أصل المجموع الكلي للأسر، ونسبة 5.4% من الأسر كان لديها معيلات من الإناث دون وجود شريك، بينما كانت نسبة 4.0% من الأسر لديها معيلون من الذكور دون وجود شريكة وكانت نسبة 18.2% من غير العائلات. تألفت نسبة 13.5% من أصل جميع الأسر من أفراد ونسبة 4.2% كانوا يعيش معهم شخص وحيد يبلغ من العمر 65 عاماً فما فوق. وبلغ متوسط حجم الأسرة المعيشية 3.00، أما متوسط حجم العائلات فبلغ 2.74.
بلغ العمر الوسطي للسكان 42.9 عاماً. وكانت نسبة 24.9% من القاطنين تحت سن الثامنة عشر، وكانت نسبة 5.5% بين الثامنة عشر والأربعة وعشرون عاماً، ونسبة 23.5% كانت واقعةً في الفئة العمرية ما بين الخامسة والعشرون حتى والأربعة وأربعون عاماً، ونسبة 36.2% كانت ما بين الخامسة والأربعون حتى الرابعة والستون، ونسبة 9.9% كانت ضمن فئة الخامسة والستون عاماً فما فوق. وتوزع التركيب الجنسي للسكان بنسبة 51.6% ذكور و48.4% إناث.

## وصلات خارجية
- The US50 - Cities and Towns in Wisconsin State
- Wisconsin Cities and Towns, Facts, Map, Flag, Colleges, Government, and More